# Mamert Patisson
Mamert Patisson, né à Orléans au XVIe siècle et mort à Paris en 1600, est un imprimeur français.

## Biographie
Établi imprimeur à Paris en 1568, Patisson se distingua tellement dans son art que, quoiqu’il n’ait rien écrit, La Croix du Maine lui a donné place dans sa Bibliothèque française. 

« II ne choisit que de bonnes copies, et composées par hommes doctes, lesquelles il imprime fort correctes, de beaux caractères, sur bon papier et de belles marges, qui sont toutes les perfections de l’imprimerie ; en quoi il ne dégénère de MM. les Estienne, en la maison desquels il a pris alliance, ayant épousé la veuve du fils de Robert Estienne, père de Henri. »

Régnier, dans sa quatrième satire adressée à Motin, souhaite à son ami que ses ouvrages « Soient imprimés des mains de Patisson ».
Patisson, dont les éditions sont recherchées pour la correction, la beauté des caractères, la largeur des marges et la solidité du papier, était aussi savant qu’habile : il possédait le grec et le latin. Il avait épousé en 1574 Denyse Barbé, veuve de Robert Estienne mort en 1571. Ainsi, selon Yves Renouard, il était « mis par ce mariage en possession de la demeure et des ateliers du défunt ». Il devient imprimeur du roi en 1578. Schreiber suggère que « il a continué l’usage du nom Estienne, et pour intituler des pages, le but était perpétuer le nom de Robert Estienne jusqu’à ce que son fils Robert III soit capable en âge et de reprendre l’affaire de son beau-père ». Une autre raison, qui semble plus probable que l’hypothèse de Schreiber, est que cette utilisation du nom était due « au long bail de 1533 qui assurait seulement une location minimum sur la maison Estienne aussi longtemps qu’il restait sous le nom de Robert Estienne ».
Quelques biographes fixent sa mort à l’année 1606 ; mais c'est une erreur : il mourut en 1600 ; c'est du moins ce qu'on a droit de conjecturer, d’après une lettre de Casaubon du 13 juillet 1602, où il est parlé de Patisson, qui ante biennium transiit. 
Parmi les meilleures des éditions de Patisson, on cite la Vénerie d’Oppian (1575, in-4°) et le traité de Scaliger, De emendatione temporum (1583, in-fol.). Il a également laissé des notes sur Pétrone, imprimées dans l’édition donnée en 1629 par Lotichius.